# Banco Fernandes Magalhães
O Banco Fernandes Magalhães (BFM) foi uma instituição bancária portuguesa.

## A Casa Bancária
O Banco Fernandes Magalhães teve a sua origem na Casa Bancária Fernandes Magalhães Lda.
A Casa Bancária Fernandes Magalhães, Lda. foi fundada, em 1905, na cidade do Porto, por António Joaquim Fernandes Magalhães, nascido no ano de 1883 no Solar da Mourisca, Estorãos, Fafe, 14.º filho de José Maria Fernandes Magalhães, nascido em 1806, proprietário, Mestre Escola e militar que participou no Cerco do Porto ao lado das tropas liberais de D. Pedro IV de Portugal.
Imigrante no Brasil aos 14 anos, António Joaquim trabalha na borracha em Manaus e regressa com 19 anos abrindo uma relojoaria, na Rua das Flores, no Porto, onde começa a negociar títulos de crédito e moeda, fundando a Casa Bancária Fernandes Magalhães Lda.

## O Banco
Em 1955 seu filho, Manuel Fernandes Magalhães, transforma a casa bancária em banco e dá início ao processo de abertura de um estabelecimento em Lisboa.
Em virtude da política de condicionamento imposta por Salazar, Manuel Fernandes Magalhães só vem a alcançar o seu objectivo em 1969, no tempo do governo de Marcelo Caetano. O Banco conhece então um significativo crescimento no seu volume de depósitos, no número de balcões e no número de funcionários. Em 1972, o seu único accionista, Manuel Fernandes Magalhães, pede a admissão das acções do Banco à cotação nas Bolsas de Lisboa e Porto e aliena 20% do capital.
Nas vésperas da Revolução de 25 de abril de 1974, Manuel Fernandes Magalhães troca metade da sua posição de 80% por uma posição qualificada no Crédit Commercial de France para dar início a um processo de internacionalização. Esta operação não chega a concretizar-se porque o Governo não teve tempo de dar autorização à operação por causa da revolução.
Em 14 de março de 1975 é decretada a sua nacionalização sendo o Banco integrado posteriormente no Banco Português do Atlântico.
Em março de 1975, Manuel Fernandes Magalhães, Presidente do Conselho de Administração do Banco e detentor de 80% do capital social, na altura de 350.000.000 escudos, controlava pessoalmente e através da sua holding pessoal, a SOCIR - Investimentos Comerciais e Industriais SARL, cerca de 30 empresas comerciais e industriais, uma vez que era política do Banco não misturar a banca comercial com actividades industriais, como acontecia com a maior parte dos grupos bancários da época.